# ماكس بلاك
ماكس بلاك (بالإنجليزية: Max Black)‏ (و. 1909 – 1988 م) هو فيلسوف، وأستاذ جامعي، ورياضياتي أمريكي، ولد في باكو، كان عضوًا في الأكاديمية الأمريكية للفنون والعلوم، توفي في إثاكا، نيويورك، عن عمر يناهز 79 عاماً.

## التعليم
تعلم في كلية كوينز (كامبريدج).

## جوائز
حصل على جوائز منها:
- زمالة غوغنهايم
- زميل الأكاديمية الأمريكية للفنون والعلوم.

## روابط خارجية
- ماكس بلاك على موقع الموسوعة البريطانية (الإنجليزية)